# Outeiro de Rei
Outeiro de Rei è un comune spagnolo di 4 447 abitanti situato nella comunità autonoma della Galizia.